# Cinnamosma
Cinnamosma, rod drveća i grmova iz porodice Canellaceae, dio reda Canellales. Sastoji se od 3 vrste, endemi su s Madagaskara. Najpoznatije je Cinnamosma fragrans, čije zimzeleno aromatično lišče služi u proizvodnji eteričnog ulja s antiinfektivnim djelovanjem.
Rod je opisan u Adansonia 7: 219. 1867.

## Vrste
1. Cinnamosma fragrans Baill.; tipična vrsta
2. Cinnamosma macrocarpa H.Perrier
3. Cinnamosma madagascariensis Danguy